# Футбол (5 x 5) на літніх Паралімпійських іграх 2020
Змагання з футбол (5 x 5) на літніх паралімпійських іграх 2020 року пройшли на «Аомі Урбан Спортс Парк» у Токіо.
Літні Олімпійські та Паралімпійські ігри 2020 року були перенесені на 2021 рік через пандемію COVID-19. Вони зберегли назву 2020 року і тривали з 24 серпня по 5 вересня 2021 року

## Кваліфікація
У змаганнях взяли участь 8 чоловічих команд. У кожній команді повинно було бути не більше п'ятнадцяти учасників: вісім польових гравців, два воротарі, а також додатковий персонал — один гід, один тренер з помічником тренера, а також лікар та фізіотерапевт.
| Кваліфікувались як     | Дата                         | Місце        | Учасників | Збірні             |
| ---------------------- | ---------------------------- | ------------ | --------- | ------------------ |
| Чемпіонат світу 2018   | 5–16 червня 2018             | Мадрид       | 1         | Бразилія           |
| Чемпіонат Америки 2019 | 2–10 червня 2019             | Сан-Паулу    | 1         | Аргентина          |
| Чемпіонат Європи 2019  | 15–24 вересня 2019           | Рим          | 2         | Франція Іспанія    |
| Чемпіонат Азії 2019    | 30 вересня – 6 жовтня 2019   | Паттайя      | 2         | Іран Китай Таїланд |
| Чемпіонат Африки 2019  | 22 листопада – 1 грудня 2019 | Енугу        | 1         | Марокко            |
| Господар               | 7 вересня 2013               | Буенос-Айрес | 1         | Японія             |
| Всього                 |                              |              | 8         |                    |

## Календар
| Г | Груповий етап | В | Втішні фінали | ½ | Півфінали | Б | Матч за бронзові нагороди | Ф | Фінал |

| ДатаПодія        | ср. 25 сер | чт. 26 сер | пт. 27 сер | сб. 28 сер | нд. 29 сер | пн. 30 сер | вт. 31 сер | ср. 1 вер | чт. 2 вер | чт. 2 вер | пт. 3 вер | сб 4 вер | сб 4 вер | нд. 5 вер |
| ---------------- | ---------- | ---------- | ---------- | ---------- | ---------- | ---------- | ---------- | --------- | --------- | --------- | --------- | -------- | -------- | --------- |
| Чоловічий турнір |            |            |            |            | Г          | Г          | Г          |           | В         | ½         |           | Б        | Ф        |           |

## Груповий етап

### Група А
| Поз | Команда  | І | В | Н | П | ГЗ | ГП | РГ  | О | Кваліфікація       |
| --- | -------- | - | - | - | - | -- | -- | --- | - | ------------------ |
| 1   | Бразилія | 3 | 3 | 0 | 0 | 11 | 0  | +11 | 9 | Півфінал           |
| 2   | Китай    | 3 | 2 | 0 | 1 | 3  | 3  | 0   | 6 | Півфінал           |
| 3   | Японія   | 3 | 1 | 0 | 2 | 4  | 6  | −2  | 3 | Матч за 5-те місце |
| 4   | Франція  | 3 | 0 | 0 | 3 | 0  | 9  | −9  | 0 | Матч за 7-ме місце |

| 29 серпня 2021 9:00 |

| Японія                                 | 4–0      | Франція |
| -------------------------------------- | -------- | ------- |
| Курода 4', 9' Кавамура 19', 27' (пен.) | Протокол |         |

| «Аомі Урбан Спортс Парк», Токіо Арбітр: Лусіо Моргадо (Бразилія) |

| 29 серпня 2021 11:30 |

| Бразилія                        | 3–0      | Китай |
| ------------------------------- | -------- | ----- |
| Мендес 15', 36' Реїс 25' (пен.) | Протокол |       |

| «Аомі Урбан Спортс Парк», Токіо Арбітр: Франсуа Каркет (Франція) |

| 30 серпня 2021 9:00 |

| Китай         | 1–0      | Франція |
| ------------- | -------- | ------- |
| Жу Руймін 37' | Протокол |         |

| «Аомі Урбан Спортс Парк», Токіо Арбітр: Стюарт Вінтон (Велика Британія) |

| 30 серпня 2021 11:30 |

| Бразилія                             | 4–0      | Японія |
| ------------------------------------ | -------- | ------ |
| Мендес 5' Парана 25', Алвес 36', 39' | Протокол |        |

| «Аомі Урбан Спортс Парк», Токіо Арбітр: Херміналь Лубрано (Аргентина) |

| 31 серпня 2021 9:00 |

| Японія | 0–2      | Китай              |
| ------ | -------- | ------------------ |
|        | Протокол | Жу Руймін 12', 18' |

| «Аомі Урбан Спортс Парк», Токіо Арбітр: Франсуа Каркет (Франція) |

| 31 серпня 2021 11:30 |

| Франція | 0–4      | Бразилія                               |
| ------- | -------- | -------------------------------------- |
|         | Протокол | Мендес 16', 26' (пен.) Соарес 35', 39' |

| «Аомі Урбан Спортс Парк», Токіо Арбітр: Аттіла Балінт (Угорщина) |

### Група В
| Поз | Команда   | І | В | Н | П | ГЗ | ГП | РГ | О | Кваліфікація       |
| --- | --------- | - | - | - | - | -- | -- | -- | - | ------------------ |
| 1   | Аргентина | 3 | 3 | 0 | 0 | 7  | 1  | +6 | 9 | Півфінал           |
| 2   | Марокко   | 3 | 1 | 1 | 1 | 4  | 3  | +1 | 4 | Півфінал           |
| 3   | Іспанія   | 3 | 1 | 1 | 1 | 2  | 3  | −1 | 4 | Матч за 5-те місце |
| 4   | Таїланд   | 3 | 0 | 0 | 3 | 0  | 6  | −6 | 0 | Матч за 7-ме місце |

| 29 серпня 2021 16:30 |

| Аргентина          | 2–1      | Марокко   |
| ------------------ | -------- | --------- |
| Еспінільйо 3', 15' | Протокол | Снісла 9' |

| «Аомі Урбан Спортс Парк», Токіо Арбітр: Аттіла Балінт (Угорщина) |

| 29 серпня 2021 19:30 |

| Іспанія    | 1–0      | Таїланд |
| ---------- | -------- | ------- |
| Мартін 40' | Протокол |         |

| «Аомі Урбан Спортс Парк», Токіо Арбітр: Урабе Ясусі (Японія) |

| 30 серпня 2021 16:30 |

| Таїланд | 0–2      | Марокко        |
| ------- | -------- | -------------- |
|         | Протокол | Снісла 6', 20' |

| «Аомі Урбан Спортс Парк», Токіо Арбітр: Кадзуо Такагі (Японія) |

| 30 серпня 2021 19:30 |

| Іспанія | 0–2      | Аргентина          |
| ------- | -------- | ------------------ |
|         | Протокол | Еспінільйо 8', 40' |

| «Аомі Урбан Спортс Парк», Токіо Арбітр: Лусіо Моргадо (Бразилія) |

| 31 серпня 2021 16:30 |

| Аргентина                           | 3–0      | Таїланд |
| ----------------------------------- | -------- | ------- |
| Еспінільйо 13' Дельдо 20' Веліс 38' | Протокол |         |

| «Аомі Урбан Спортс Парк», Токіо Арбітр: Лусіо Моргадо (Бразилія) |

| 31 серпня 2021 19:30 |

| Марокко    | 1–1      | Іспанія    |
| ---------- | -------- | ---------- |
| Снісла 18' | Протокол | Мартін 30' |

| «Аомі Урбан Спортс Парк», Токіо Арбітр: Херміналь Лубрано (Аргентина) |

## Плей-оф
|  | Півфінали | Півфінали |                           |   | Фінал | Фінал |
|  |           |           |                           |   |       |       |
|  | 2 вересня |           |                           |   |       |       |
|  |           |           |                           |   |       |       |
|  | Китай     | 0         |                           |   |       |       |
|  | Китай     | 0         | 4 вересня                 |   |       |       |
|  | Аргентина | 2         |                           |   |       |       |
|  | Аргентина | 2         | Аргентина                 | 0 |       |       |
|  | 2 вересня |           | Аргентина                 | 0 |       |       |
|  |           | Бразилія  | 1                         |   |       |       |
|  | Бразилія  | Бразилія  | 1                         | 1 |       |       |
|  | Бразилія  |           |                           | 1 |       |       |
|  | Марокко   | 0         |                           |   |       |       |
|  | Марокко   | 0         | Матч за бронзові нагороди |   |       |       |
|  |           |           |                           |   |       |       |
|  | 4 вересня |           |                           |   |       |       |
|  |           |           |                           |   |       |       |
|  | Китай     | 0         |                           |   |       |       |
|  | Китай     | 0         |                           |   |       |       |
|  | Марокко   | 4         |                           |   |       |       |

### Матч за 7-ме місце
| 2 вересня 2021 9:00 |

| Франція      | 2–3      | Таїланд                 |
| ------------ | -------- | ----------------------- |
| Юме 29', 31' | Протокол | Буаді 9' Купан 17', 27' |

| «Аомі Урбан Спортс Парк», Токіо Арбітр: Аттіла Балінт (Угорщина) |

### Матч за 5-те місце
| 2 вересня 2021 11:30 |

| Японія     | 1–0      | Іспанія |
| ---------- | -------- | ------- |
| Курода 20' | Протокол |         |

| «Аомі Урбан Спортс Парк», Токіо Арбітр: Рафаель Гонсалес (Мексика) |

### Півфінали
| 2 вересня 2021 16:30 |

| Китай | 0–2      | Аргентина           |
| ----- | -------- | ------------------- |
|       | Протокол | Еспінільйо 18', 22' |

| «Аомі Урбан Спортс Парк», Токіо Арбітр: Лусіо Моргадо (Бразилія) |

| 2 вересня 2021 19:30 |

| Бразилія       | 1–0      | Марокко |
| -------------- | -------- | ------- |
| Берка 28' (аг) | Протокол |         |

| «Аомі Урбан Спортс Парк», Токіо Арбітр: Франсуа Каркет (Франція) |

### Матч за бронзові нагороди
| 4 вересня 2021 11:30 |

| Китай | 0–4      | Марокко                 |
| ----- | -------- | ----------------------- |
|       | Протокол | Снісла 4', 8', 18', 30' |

| «Аомі Урбан Спортс Парк», Токіо Арбітр: Лусіо Моргадо (Бразилія) |

### Фінал
| 4 вересня 2021 17:30 |

| Аргентина | 0–1      | Бразилія   |
| --------- | -------- | ---------- |
|           | Протокол | Мендес 33' |

| «Аомі Урбан Спортс Парк», Токіо Арбітр: Франсуа Каркет (Франція) |

## Медалісти
| Турнір         | Золото                                                                                        | Срібло | Бронза |
| -------------- | --------------------------------------------------------------------------------------------- | --- | --- |
| Футбол (5 x 5) | Бразилія Кассіо Даміан Гледсон Жардіел Джефіньйо Луан Матеус Бамусса Нонато Рікардіньйо Тьяго | Аргентина Федеріко Аккарді Анхель Дельдо Максімільяно Еспінільйо Науель Ередія Даріо Ленсіна Херман Мулек Фройлан Паділья Марсело Паніцца Браян Перейра Ніколас Веліс | Марокко Абделлалі Айт Аль-Хакем Ельхабіб Айт Баджа Самір Бара Імад Берка Камаль Буглам Саїд Ель-Мселек Хусам Гіллі Аюб Хадімі Абдерразак Хаттаб Зухайр Снісла |